# ОстроВ
«ОстроВ» — інтернет-видання в Україні російською мовою, новинний вебсайт.
«ОстроВ» входить у топ-50 рейтингу Bigmir. Має найбільший індекс цитування серед усіх громадсько-політичних сайтів сходу України.  «ОстроВ» має найбільшу донецьку аудиторію з усіх східноукраїнських новинних сайтів.
Проект здійснюється за сприяння Національного фонду підтримки демократії, Фонду розвитку українських ЗМІ посольства США в Україні, Міжнародного фонду «Відродження».

## Історія
Інтернет-видання «ОстроВ» створене у листопаді  2002 року в Донецьку журналістами - членами Центру досліджень соціальних перспектив Донбасу (ЦДСПД), очолюваного журналістом Сергієм Гармашем. Пізніше, для роботи з комерційною рекламою, ЦДСПД заснував ТОВ «Інформаційно-аналітична агенція «Остро».  

## Структура
Станом на жовтень 2010 «ОстроВ» має три регіональних редакції – у Донецьку, Луганську і Івано-Франківську (розділ «Галичина»), кореспондентів у Львові, Тернополі та Києві.
Головна  редакція розташована в Донецьку. Регіональні редакції  (крім донецької)  є незалежними від ЦДСПД громадськими організаціями, які співпрацюють з ним на партнерських засадах,  поділяють редакційну політику головної редакції і продукують власний інформаційний продукт з життя своїх регіонів. Головний редактор – Сергій Гармаш.